# 人民大学站
人民大学站是北京地铁4号线和12号线的一座换乘站，于2009年9月28日随着4号线正式开通投入运营。该站初定名为“双榆树”站，因地面公交车站多称为人民大学站，后来更名为“人民大学”站。该站位于北京市海淀区海淀街道、中关村街道、紫竹院街道与北下关街道交界北三环西路、中关村大街、中关村南大街交叉口四通桥地下。 人民大学站因毗邻中国人民大学而得名。

## 位置
人民大学站位于北三环西路与中关村大街－中关村南大街交汇口的四通桥下，大致呈南北向布置。

## 结构
人民大学车站为地下二层车站，为避开地面以下各类既有管线以及立交桥桥墩，采用分离式站厅，分离式岛式站台结构。
车站装修主色调为为绿色，方立柱设计采用深浅不一的绿色马赛克及石材装饰。

### 车站楼层
| 地面层                | 出入口                              | A1—F出入口                       |
| 地下一层 4号线站厅层  | 4号线站厅                           | 票务服务、自动售票机、一卡通充值 |
| 地下二层 4号线站台层  | 12号线站厅                          | 客务中心、自动售票机、进出站闸机 |
| 地下二层 4号线站台层  | █ 4号线往安河桥北（海淀黄庄）       |                                  |
| 地下二层 4号线站台层  | 分离式岛式站台，左側開门            |                                  |
| 地下二层 4号线站台层  | █ 4号线往天宫院（大兴线）（魏公村） |                                  |
| 地下四层 12号线站台层 |                                     | █ 12号线往四季青桥（苏州桥）     |
| 地下四层 12号线站台层 | 分离岛式站台，左侧开门              |                                  |
| 地下四层 12号线站台层 | █ 12号线往东坝北（大钟寺）          |                                  |

### 站厅

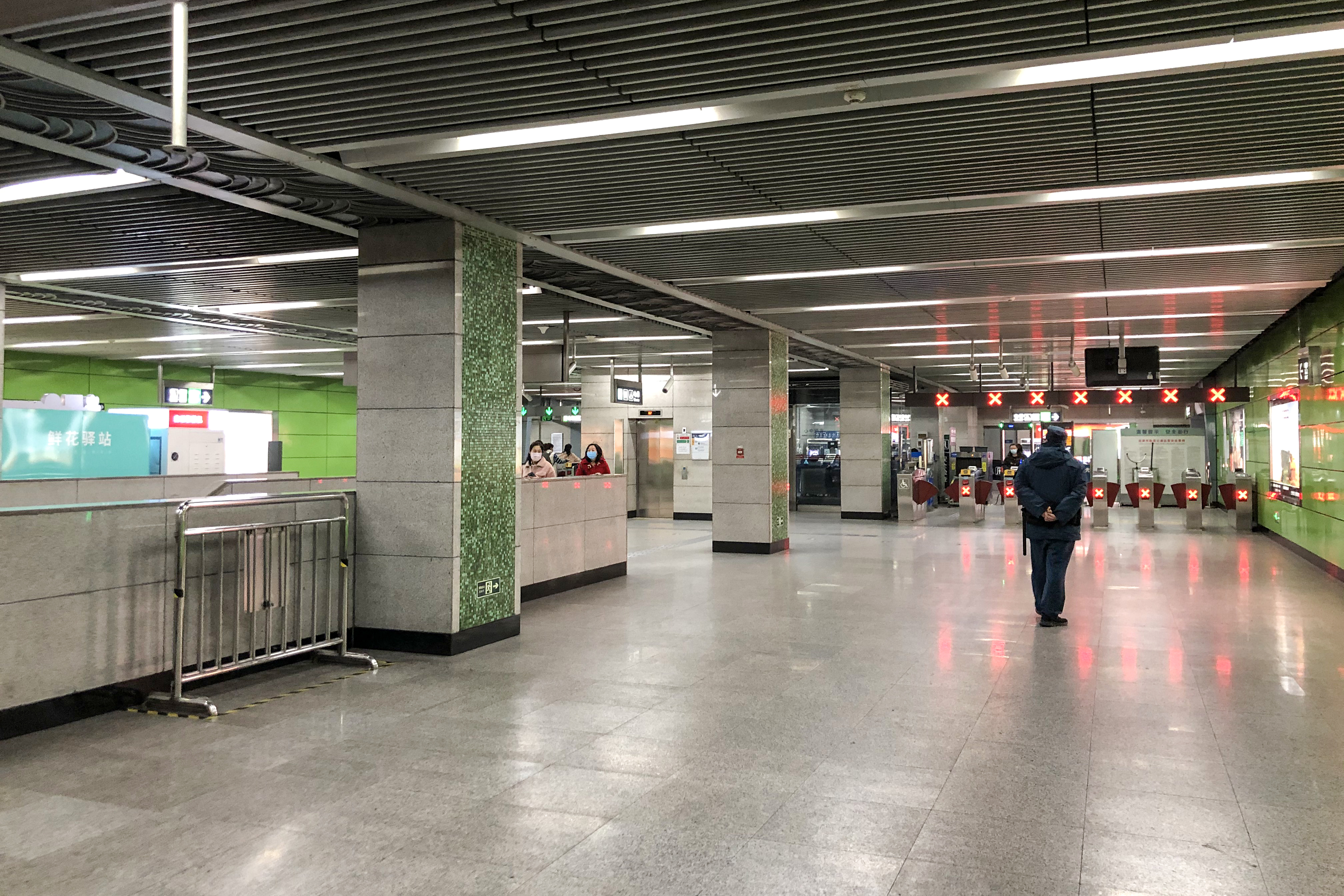
人民大学站北站厅（2021年3月摄）

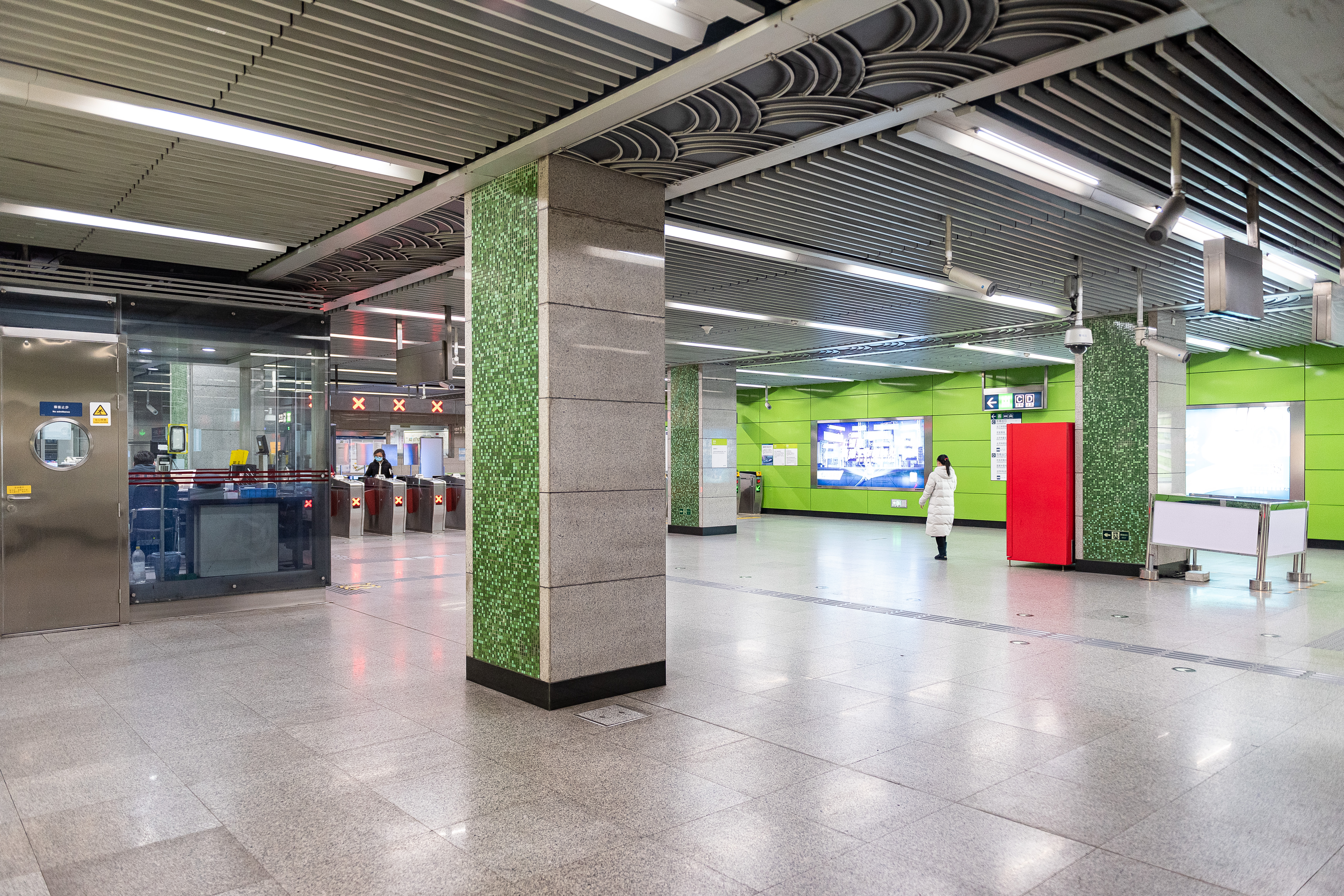
人民大学站南站厅（2021年3月摄）

4号线人民大学站的站厅位于车站南北两侧，北站厅设有通往站台的直梯。

### 站台

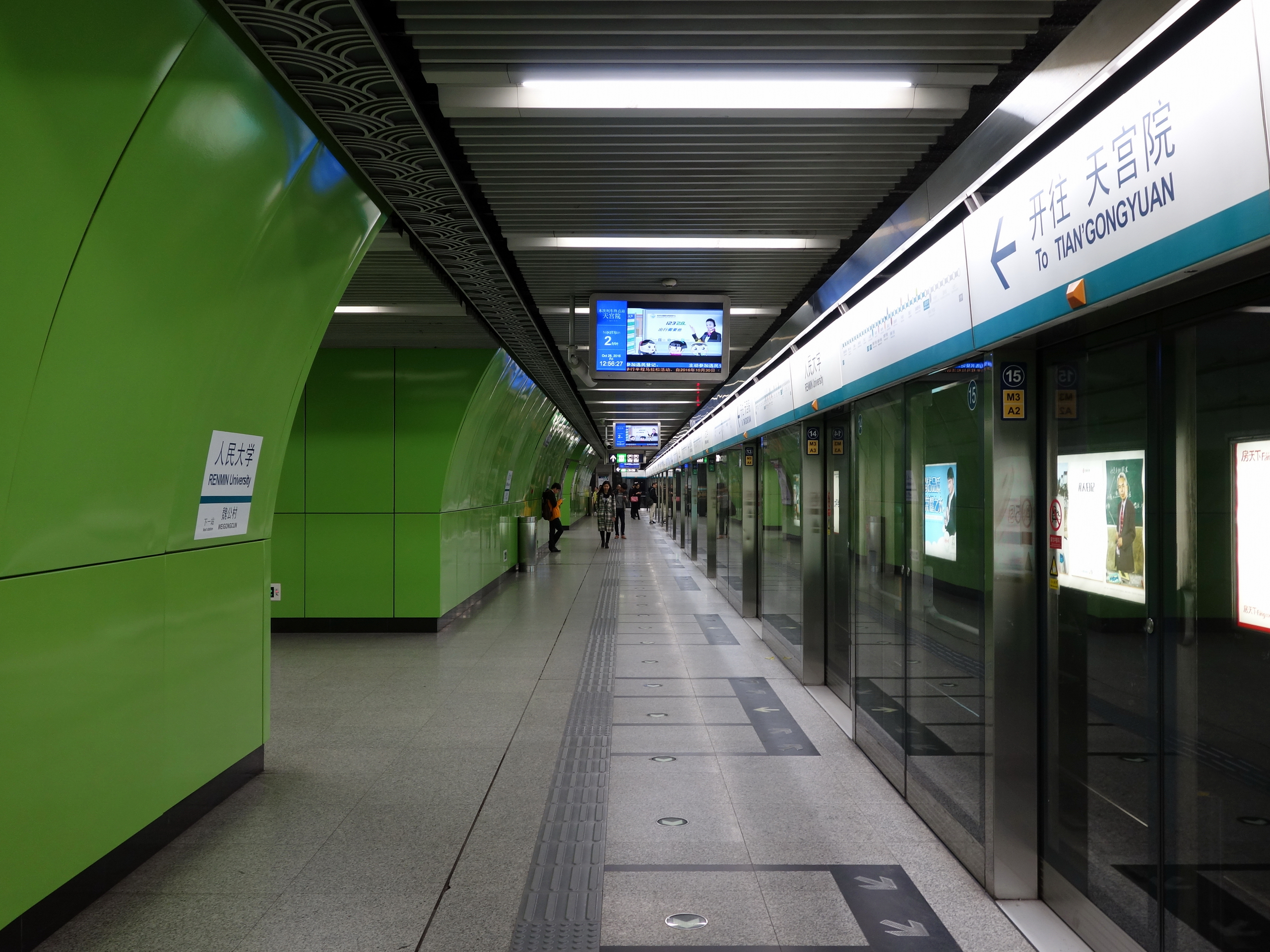
人民大学站分离式岛式站台（2016年10月摄）

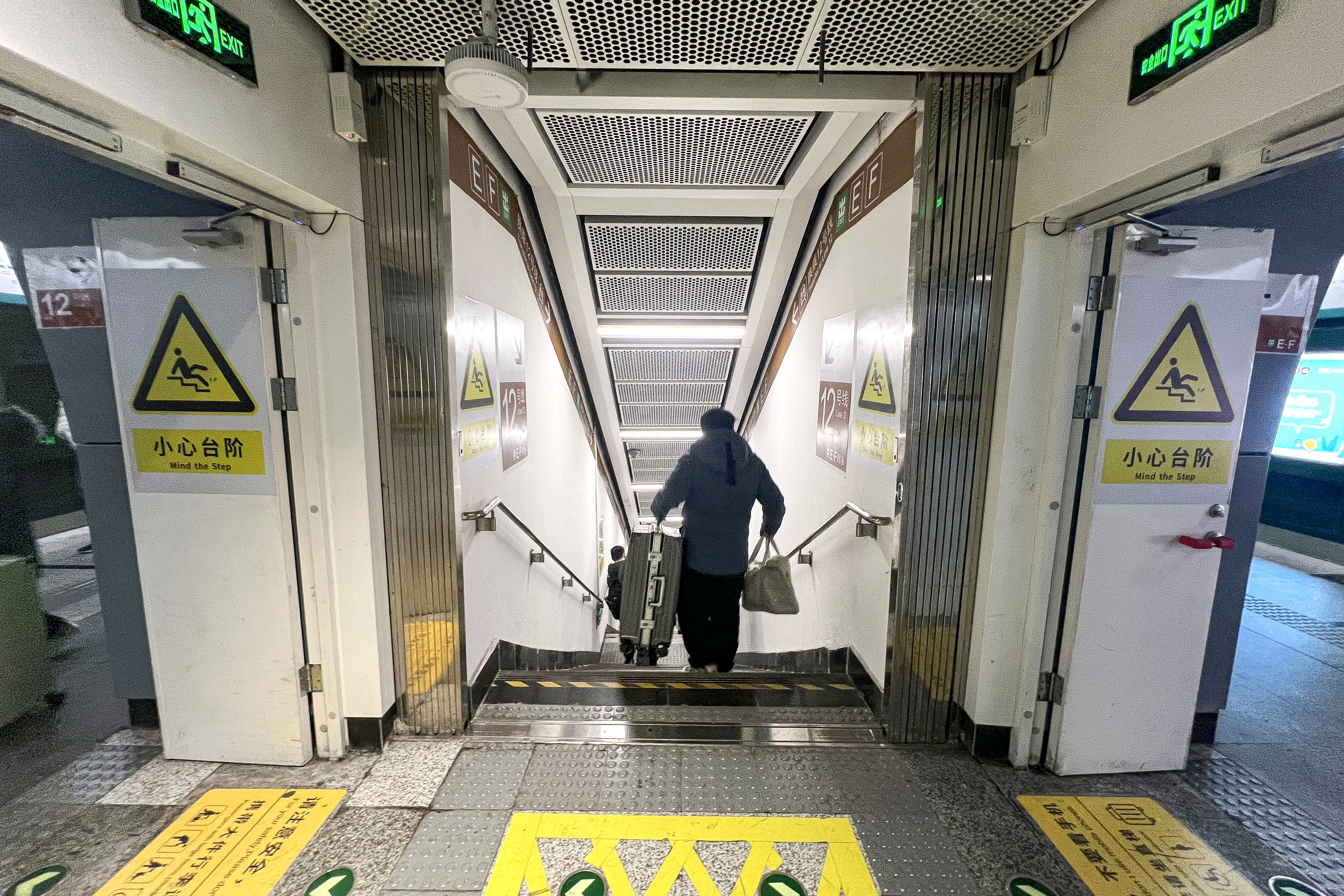
4号线换乘12号线的通道

4号线人民大学站的站台为分离式岛式站台，位于中关村大街-中关村南大街地底。月台北端设有一条存车线。4号线换乘12号线的通道入口亦设于站台上，其下层的换乘通道通往12号线站台西侧的联络通道。与4号线西单站类似，本站虽然为明挖回填式站台，但仿照了港铁港岛线的暗挖盾构式站台将站台中间的墙壁设计成了拱形。
12号线站台同样为分离式岛式站台。

### 出入口
4号线人民大学站共有5个出入口：A1（西北）、A2（西北）、B（东北）、C（东南）、D（西南）。 B口有直升电梯等无障碍设施，但目前由于12号线施工场地仍然处于占用状态，从地面前往B口直梯需经由A2口北侧道路。
12号线人民大学站共有2个出入口：E、F，其中F口设有直升电梯。
|                       |                    | |      |            |
|                       |                    | |      |            |
| 编号                  | 指示               | 建议前往的目的地                                                                                             | 图片 | 无障碍设施 |
| 连通 4号线站厅        |                    | |      |            |
| 出口 · A · 1          | 中关村大街         | 中关村大街（西侧）、中国人民大学                                                                             |      | 不適用     |
| 出口 · A · 2          | 中关村大街         | 中关村大街（东侧）、双榆树公园、海淀区中医院、双榆树派出所、中国邮政、双榆树中心小学、明天幼稚集团第二幼儿园 |      | 不適用     |
| 出口 · B · 升降机标志 | 北三环西路         | 北三环西路（北侧）、双榆树西里、完美世界影城超感体验馆双榆树店（待开业）                                     |      |            |
| 出口 · C              | 北三环西路         | 北三环西路（南侧）、双安商场、北下关、北京科技会展中心                                                       |      | 不適用     |
| 出口 · D              | 中关村南大街       | 中关村南大街（西侧）、国家外国专家局、北京科学会堂中国国际人才协会、北京友谊宾馆                             |      | 不適用     |
| 连通 12号线站厅       |                    | |      |            |
| 出口 · E              | 北三环西路（北侧） | |      | 不適用     |
| 出口 · F · 升降机标志 | 北三环西路（南侧） | |      |            |
| 註： 設有             |                    | |      |            |

## 事故
2021年11月3日23时43分左右，在海淀区四通桥东南角北京地铁12号线工程土建施工05合同段（人民大学站）5号竖井发生一起高处坠落事故，造成一名工人死亡。

## 外部連結
- 人民大学站 （页面存档备份，存于）－北京市地铁运营有限公司官方网站
- 人民大学站（页面存档备份，存于）－京港地铁